# Bieniaszowice
Bieniaszowice – wieś w Polsce położona w województwie małopolskim, w powiecie dąbrowskim, w gminie Gręboszów na prawym brzegu Dunajca.
W latach 1975–1998 miejscowość administracyjnie należała do województwa tarnowskiego.

## Osoby związane z miejscowością
- Zenon Kosiniak-Kamysz